# سیارک ۲۵۰۴
سیارک ۲۵۰۴ (به انگلیسی: 2504 Gaviola، نامگذاری:1967JO) دو هزار و پانصد و چهارمین سیارک کشف شده‌است که در ۶ مه ۱۹۶۷ کشف شد.
قدر مطلق سیارک برابر ۱۲٫۱۰ است.